# Frederico da Prússia (1794–1863)
Frederico Guilherme Luís da Prússia (em alemão: Friedrich Wilhelm Ludwig von Preußen), (30 de outubro de 1794 - 27 de julho de 1863), foi um príncipe prussiano, general da cavalaria real e comandante de divisão.

## Família
Nascido em Berlim, Frederico era filho do príncipe Luís Carlos da Prússia e da duquesa Frederica de Mecklemburgo-Strelitz, depois rainha de Hanôver, era sobrinho do rei Frederico Guilherme III da Prússia e enteado do rei Ernesto Augusto I de Hanôver.
A princesa Carlota de Gales esteve apaixonada por Frederico em 1814 e tinha esperança de se vir a casar com ele. Os dois encontraram-se várias vezes, contudo, o príncipe ficou subitamente noivo da princesa Luísa de Anhalt-Bernburg, filha do duque Alexius Frederico Cristiano de Anhalt-Bernburg, com quem se casou a 21 de Novembro de 1817 em Ballenstedt. O casal teve dois filhos:
- Alexandre da Prússia (21 de junho de 1820 – 4 de janeiro de 1896), nunca se casou nem teve filhos.
- Jorge da Prússia (12 de fevereiro de 1826 – 2 de maio de 1902), nunca se casou nem teve filhos.

## Vida em Düsseldorf
A partir de 1815 até à sua morte, o príncipe prestou serviço como comandante dos couraceiros do "Grande Eleitor". Viveu num palácio em Wilhelmstrasse até 1820, altura em que se tornou comandante da 20.ª divisão de Düsseldorf e se mudou para o Castelo de Jägerhof. Mandou construir mais duas alas durante a sua estadia no castelo que se tornou rapidamente o centro da vida social e cultural da cidade, visto que tanto Frederico como a sua esposa se interessavam por artes e artistas talentosos. O príncipe Frederico foi um dos fundadores do clube de arte, música e drama de Düsseldorf e foi o seu mecenas.
Tal como o seu primo, o rei Frederico Guilherme IV da Prússia, Frederico tinha grande interesse pela Idade Média e pelos castelos da província do Reno. Comprou o Castelo de Fatzberg que transformou na sua residência de verão com o nome de Burg Rheinstein.

## Últimos Anos em Berlim
Frederico foi chamado a Berlim durante a Revolução de 1848 nos estados alemães. A sua popularidade em Düsseldorf era tal que foi nomeado cidadão honorário da cidade em 1856. Frederico tinha-se separado da sua esposa no ano anterior devido à doença de nervos crónica de que ela sofria. Luísa passou a viver em Eller, perto de Düsseldorf onde Frederico a visitava no dia do aniversário de ambos.
Frederico, a sua esposa, e o seu filho mais novo estão enterrados numa capela que o príncipe tinha mandado construir no Burg Rheinstein.
A cidade de Fredericksburg, no Texas, também conhecida por Fritzburg, recebeu o nome em honra de Frederico quando foi fundada pelo seu amigo, o barão John O. Meusebach.

## Genealogia
| Frederico da Prússia | Pai: Luís Carlos da Prússia             | Avô paterno: Frederico Guilherme II da Prússia  | Bisavô paterno: Augusto Guilherme da Prússia                   |
| Frederico da Prússia | Pai: Luís Carlos da Prússia             | Avô paterno: Frederico Guilherme II da Prússia  | Bisavó paterna: Luísa de Brunswick-Wolfenbüttel                |
| Frederico da Prússia | Pai: Luís Carlos da Prússia             | Avó paterna: Frederica Luísa de Hesse-Darmstadt | Bisavô paterno: Luís IX de Hesse-Darmstadt                     |
| Frederico da Prússia | Pai: Luís Carlos da Prússia             | Avó paterna: Frederica Luísa de Hesse-Darmstadt | Bisavó paterna: Carolina de Zweibrücken                        |
| Frederico da Prússia | Mãe: Frederica de Mecklemburgo-Strelitz | Avô materno: Carlos II de Mecklemburgo-Strelitz | Bisavô materno: Carlos Luís Frederico de Mecklemburgo-Strelitz |
| Frederico da Prússia | Mãe: Frederica de Mecklemburgo-Strelitz | Avô materno: Carlos II de Mecklemburgo-Strelitz | Bisavó materna: Isabel Albertina de Saxe-Hildburghausen        |
| Frederico da Prússia | Mãe: Frederica de Mecklemburgo-Strelitz | Avó materna: Frederica de Hesse-Darmstadt       | Bisavô materno: Jorge Guilherme de Hesse-Darmstadt             |
| Frederico da Prússia | Mãe: Frederica de Mecklemburgo-Strelitz | Avó materna: Frederica de Hesse-Darmstadt       | Bisavó materna: Maria Luísa de Leiningen-Falkenburg-Dagsburg   |